# 달동 (울산)
달동(達洞)은 울산광역시 남구의 법정동이다. 이를 관할하는 행정동은 법정동인 달동의 대부분을 관할하는 달동이며, 법정동과 이름이 같다. 법정동인 달동의 일부(1200번지부터 1367번지까지)는 행정동 삼산동이 관할하고 있다. 달동은 시청, 삼산동, 공업탑, 야음동과 연결되는 교통의 중심지이며, 대규모 주거단지와 롯데마트 울산점과 굿모닝병원, CK치과병원, 중앙학문병원 등이 위치하고 있다.

## 역사
- 훈련원부정(訓練院副正)인 박계숙(朴繼叔)이 국경의 경비로 있을 때 쓴 부북일기(赴北日記, 1605년부터)에 달동(達洞)이라는 지명이 나타남.

- 1720년인 조선 숙종 46년에 무둔리(無屯里)와 곶지리(串旨里)에 해당하는 행정구역이었다.
- 1765년인 조선 영조 41년에도 계속해서 무둔리와 곶지리로 양분되어 있었다.
- 1801년인 조선 순조 1년에도 계속해서 무둔리와 곶지리로 양분되어 있었다.
- 1876년인 조선 고종 13년에 곶지동(串旨洞)의 달일마을이 되었다.
- 1914년에 일제는 행정구역 개편을 통해 달리(達里)로 개편하였다.

- 1931년에 울산군 울산면이 읍으로 승격되면서 울산군 울산읍 달리가 되었다.
- 1962년에 울산시가 생겨나면서 울산시 달동(達洞)이 되었다.

당시 출장소가 신설되어 달동은 중앙출장소 관할이 되었으며, 1976년에 출장소가 폐지되었다.
- 1972년에 행정동인 달동이 삼산동을 통합하였다.
- 1985년에 울산시에 구제(區制)가 실시되면서 남구 달동이 되었다.
- 1992년에 달동의 일부를 신정동에 편입하였다.
- 1995년에 행정동인 달동을 달동과 삼산동으로 분리하였다.
- 1997년에 울산시가 광역시로 승격되면서 울산광역시 남구 달동이 되었다.

## 명칭의 유래
울산광역시와 남구청에서 낸 울산지명사를 토대로 달동의 이름 유래에 대해 알아본다.

### 달동
달동은 본디 달리(達里, Dal-li)로 불렸던 마을이다. 울산 지역에서 달(達)자가 들어간 지명은 보통 쇠가 났거나 관계가 있는 곳으로 전해지나 남구 달동의 경우는 그렇지 않은 것으로 보인다.
예부터 달(達)자는 산(山)을 의미하는 뜻으로 쓰였다. 달은 옛 지명에 산, 혹은 높음의 의미로 차자(借字)되곤 하는데 이는 산의 옛말이 달이었기 때문이다. 삼국사기 지리지에 "고성군(高城郡)이 고구려 때 달홀(達忽)이다"라고 적혀져 있다는 점이나 단군설화에 "아사달(阿斯達)"이라는 지명이 나타난 점 등을 들 수 있다.
따라서 달동은 산이나 높음의 의미로 쓰였을 것으로 보이며 시간이 지나며 산 아래 평평한 마을을 뜻하는 의미로 쓰였을 가능성이 높다. 달동의 위치는 문수산이 뻗어져 내려온 남산 12봉 중 은월봉의 아래에 자리잡고 있기 때문에 이러한 의미로 쓰였다고 볼 수 있겠다.

### 곶지리
달동의 옛 지명 중 곶지리가 있다. 곶(串)은 바다나 강에 뻗어나온 육지를 의미하는 것이고 지(旨)는 고원이나 마루를 의미한다. 그런데 곶은 바다나 강이 아니라더라도 본래 높은 산이나 언덕이 평평한 육지로 뻗어나온 지역을 가리키는 말이기도 하므로 곶지리는 남산 은월봉의 줄기가 내려온 마을이라는 의미로 이해할 수 있을 것이다.

### 무둔실
무둔실(無屯失)은 조선 숙종 이후 순조까지 나타나는 달동의 지명이다. 무둔실은 지금의 롯데마트 울산점 근처에서 서쪽으로 울산공고가 자리잡은 지역까지를 이르는 말이었는데, 대개 "물골"의 의미로 이해할 수 있다. 왜냐하면 무둔실에서 무(無)는 물(水)의 약칭인 "무"의 음차(音借)자로 보고, 둔(屯)은 본래 골(谷)을 의미하기 때문이다. 골(谷)은 본래 옛말로 단(ㅏ는 아래아)이었는데 屯으로 음차해 왔다. 따라서 무둔실은 물골의 뜻을 지닌 말이며 실(失)은 부산의 두실과 같이 언덕을 의미하는 말로 둔(屯)자와 중첩되는 말이다.

### 비행장
비행장은 일제강점기 최초의 국제공항이었던 울산비행장이 위치한 삼산동 주변의 마을이라는 의미이다. 울산비행장이 건설된 이후 만주 침략을 위해 확장하게 되었는데, 달동에 이와 관련한 격납고나 부속 건물이 들어서게 되었다. 해방 후 귀환동포들이 울산비행장 주변에 정착하게 되었기 때문에 이러한 마을 이름이 생긴 것이다.

### 마단들, 혹은 왕생이들
마단들이나 왕생이들은 달동의 동쪽에 있는 넓은 들(삼산벌 포함)을 의미하는데, 특히 왕생이들은 달동의 동쪽에 있는 벌판을 의미한다. 왕생이들은 장차 왕이 태어날 들판이라 하여 지어진 이름이라 한다.

### 서당산
달동의 동남쪽에 있는 독산(獨山, 지금의 현대홈타운이나 홈플러스 울산남구점 앞 지역)을 부르는 말이다. 독산은 달동에 있던 서당에 딸린 산이라는 의미이다. 이 서당산은 대현동(야음동의 행정동)에서 바라보면 마치 큰 바위처럼 보이기 때문에 대암(大巖)이라고도 불린다.

### 개와동네
개와동네는 비행장 마을(그리 멀지 않은 예전에는 달리 2구로 불렸다)의 북쪽에 떨어져 있는 마을이었다. 본래 비행장은 귀환동포의 정착촌이므로 기와집을 찾아보기 어려웠는데, 이 마을에는 기와집이 많아 지어진 이름이다.

## 지리적 위치
달동은 위치상 울산의 도심인 신정동, 삼산동과 경계를 접하고 있어 교통량이 많은 편이며, 남쪽으로 야음동(특히, 행정동인 수암동, 대현동)과 접하고 있다. 달동에는 산이나 강이 접하고 있지 않으나, 야음동과는 여천천으로 경계를 이루고 태화강과 남산 · 신선산 등이 지척에 위치하고 있어 어렵지 않게 닿을 수 있다.

## 주요 기관
- 한국수출입은행 울산지점
- 교보생명 울산사옥
- 전문건설공제조합 울산지점
- 국민은행 울산종합금융센터
- 남구청
- 남구문화원
- 울산문화예술회관
- 남울산우체국

### 언론
- KBS울산방송국
- 울산극동방송

### 유통
- 롯데마트 울산점
- 뉴코아아울렛 울산점

## 교육
- 강남초등학교
- 동백초등학교
- 동평초등학교
- 청솔초등학교
- 대현중학교
- 동평중학교

## 아파트
| 단지명                                     | 건설사       | 시행사       | 주소                                                      | 입주        | 비고 |
| ------------------------------------------ | ------------ | ------------ | --------------------------------------------------------- | ----------- | ---- |
| 달동현대 2차                               | 현대산업개발 | 현대산업개발 | 남구 삼산로156번길 5-74                                   | 1994년 9월  |      |
| 달동현대 3차                               | 현대건설     | 현대건설     | 남구 번영로89번길 23                                      | 1995년 11월 |      |
| 달동 힐스테이트 (舊 달동 현대홈타운스위트) | 현대건설     | ㈜기라캠     | 남구 왕생로86번길 28 (1단지) 남구 왕생로86번길 43 (2단지) | 2006년 5월  |      |
| 달동 월드메르디앙                          | 월드건설㈜   | ㈜동륭H&K    | 남구 삼산로125번길 33                                     | 2008년 5월  |      |

## 같이 보기
- 포털:대한민국